# 牙買加紅鸚鵡
牙買加紅鸚鵡是一種已滅絕的鸚鵡。這種鳥類被歸類於鸚形目金刚鹦鹉科金剛鸚鵡屬下，與紅頭金剛鸚鵡及「紅尾藍黃金剛鸚鵡」（Red-tailed blue-and-yellow macaw，現多被認為等同於馬提尼克金剛鸚鵡）是牙買加內三種可能曾經存在過的金剛鸚鵡之一。其描述的標本已經丟失，故其存在性有所爭議，並常被認為與古巴紅鸚鵡同種、亞種或者根本是人造標本。

## 物種命名與分類
這個物種的首個描述來自英國博物學家菲利普·亨利·戈斯於其1847年的著作《牙麥加的鳥類》（The birds of Jamaica）中，他當時描述：
如果這不是我唯一所知擁有黃色後頸的列維蘭特（描述的）古巴紅鸚鵡，那麼牠可能就是一種未被描述的新品種。
這個物種因其相似性，在過去一直被視為與古巴紅鸚鵡是相同的物種，並也有意見認為可能是其亞種。直到1905年第二代罗斯柴尔德男爵沃尔特·罗斯柴尔德認為這種鳥類跟古巴紅鸚鵡有所不同，並以戈斯的資料將其重新命名為。但仍一直有人認為其標本可能是由當地印第安人重新染色的仿製品或者是進口的古巴紅鸚鵡。
其屬名是來自圖皮語中，一個形容金剛鸚鵡的擬聲詞。:52種小名則是為了紀念描述者戈斯。:176

## 物種描述
據戈斯自一位姓氏為羅賓遜（Robinson）的醫生獲得了一個名為奧德爾（Odell）的人所射殺的標本，描述此物種：
上喙的基部下半是黑色、上半是灰色；下喙是黑色，尖端灰色。額頭、頭冠和頸背鮮黃色。眼睛周圍的臉部、頸部前方和側面以及背部是鮮紅色。翅膀的覆羽和胸部呈深紅色。翼尖和初級飛羽是優雅的淺藍色。據說腿跟腳是黑色的；而尾巴是紅色和黃色交錯。
此標本在牙買加汉诺威区於盧西以東約十英里處的山區射殺取得。因此被認為主要在山區生活。並也是目前唯一已知的牙買加紅鸚鵡標本。
這種物種跟古巴紅鸚鵡的差別，據其描述在於後者的額頭為紅色，而牙麥加紅鸚鵡則為黃色。

## 物種現狀

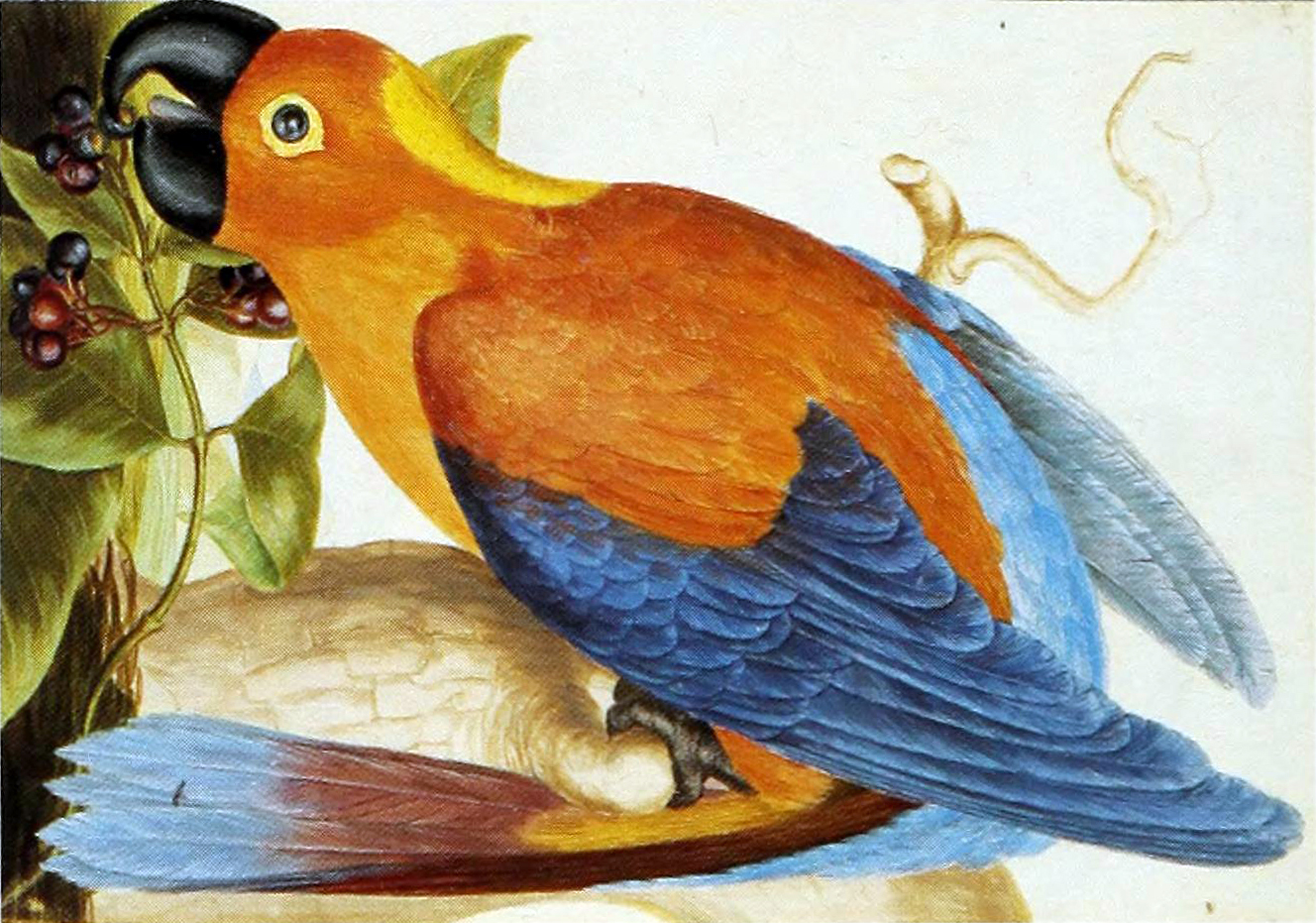
其中一張可能是牙買加紅鸚鵡的繪圖，出自於1765年《牙買加的自然歷史》（The natural history of Jamaica）

現在羅賓遜醫生所描述的標本已經丟失，也未有任何後續已知的收藏標本。數個1970年代的研究否決了這種鳥類可能存在過的可能性，並多認為是被人帶來的古巴紅鸚鵡，但這些研究並無法排除可能是因為極其罕見的可能性。在數個圍繞於1765年附近的圖畫中，也有疑似其存在的痕跡。
在西印度群島的範圍內，被認為至少有一種特有的西印度群島金剛鸚鵡曾經存在過，而牙麥加紅鸚鵡是這三種牙買加鸚鵡內最有可能存在過的一種鸚鵡。但即使這種鸚鵡真的存在，牠們也被認為因18世紀末的過度捕獵而滅絕，並再也無法確認其物種地位。

## 外部連結
- 维基共享资源上的相關多媒體資源：牙買加紅鸚鵡